# Marc Véron
Pour les personnes ayant le même patronyme, voir Véron.
Marc Véron est une personnalité du monde des affaires en France.
Ce proche de l'ancien président d'Air France Christian Blanc, dont il a été le directeur général jusqu'en 1998 a exercé divers postes de direction dans le monde industriel, chez Alcatel, la SNCF, et surtout Thomson au sein duquel il a fait l'essentiel de sa carrière.
Après la nomination de Christian Blanc au gouvernement en avril 2008 comme Secrétaire d'état au développement de la région capitale, Marc Véron le rejoint comme directeur de cabinet. Quelque temps avant la démission de Christian Blanc début juillet 2010, Marc Véron est nommé préfigurateur de la Société du Grand Paris puis Président du Directoire par le Conseil de Surveillance lors de sa réunion du 8 septembre 2010,.
Il quitte cette fonction le 22 juillet 2011 après avoir permis la définition et l'adoption du schéma d'ensemble du Grand Paris.